# Leichtathletik-Europameisterschaften 1998/Weitsprung der Frauen

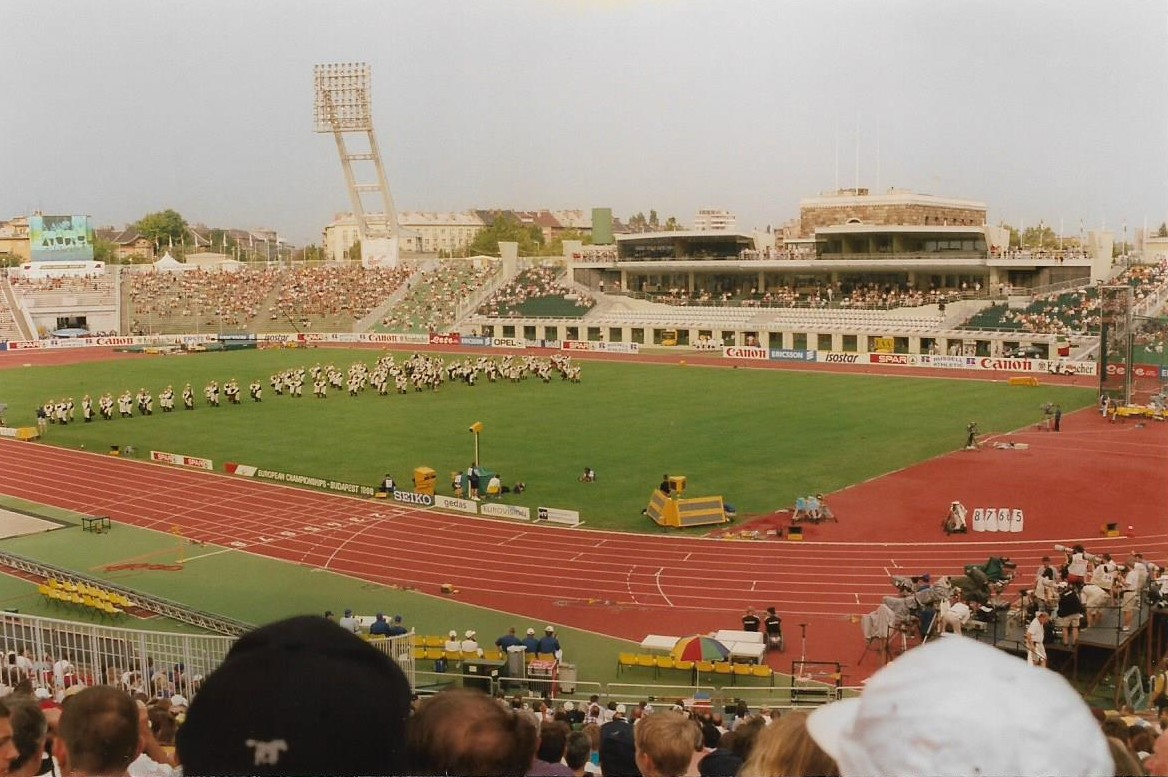
Das Népstadion von Budapest im Jahr 1998

Der Weitsprung der Frauen bei den Leichtathletik-Europameisterschaften 1998 wurde am 21. und 22. August 1998 im Népstadion der ungarischen Hauptstadt Budapest ausgetragen.
Zum vierten Mal in Folge wurde die Deutsche Heike Drechsler Europameisterin. Sie hatte zuvor seit 1993 außerdem zwei Weltmeistertitel (1983/1993) und einen Olympiasieg (1992) errungen. Den zweiten Platz belegte die italienische Olympiazweite von 1996 und Weltmeisterin von 1995 Fiona May. Bronze ging an die russische Weltmeisterin von 1997 Ljudmila Galkina.

## Rekorde

### Bestehende Rekorde
| Weltrekord           | 7,52 m | Galina Tschistjakowa | Leningrad (heute St. Petersburg), Sowjetunion (heute Russland) | 11. Juni 1988   |
| Europarekord         | 7,52 m | Galina Tschistjakowa | Leningrad (heute St. Petersburg), Sowjetunion (heute Russland) | 11. Juni 1988   |
| Meisterschaftsrekord | 7,27 m | Heike Drechsler      | EM Stuttgart, BR Deutschland                                   | 27. August 1986 |

Der bestehende EM-Rekord wurde bei diesen Europameisterschaften nicht erreicht. Die größte Weite erzielte die deutsche Europameisterin Heike Drechsler im Finale mit 7,16 m, womit sie elf Zentimeter unter ihrem eigenen Rekord blieb. Zum Welt- und Europarekord fehlten ihr 36 Zentimeter.

### Rekordverbesserung
Im Finale am 21. August wurde ein neuer Landesrekord aufgestellt:

7,11 m – Fiona May (Italien), vierter Versuch

## Windbedingungen
In den folgenden Ergebnisübersichten sind die Windbedingungen zu den jeweils besten Sprüngen benannt. Der erlaubte Grenzwert liegt bei zwei Metern pro Sekunde. Bei stärkerer Windunterstützung wird die Weite für den Wettkampf gewertet, findet jedoch keinen Eingang in Rekord- und Bestenlisten.

## Legende
Kurze Übersicht zur Bedeutung der Symbolik – so üblicherweise auch in sonstigen Veröffentlichungen verwendet:
| NR  | Nationaler Rekord                                      |
| DNS | nicht am Start (did not start)                         |
| NWI | keine Windinformation (No Wind Information)            |
| x   | ungültig                                               |
| w   | Windunterstützung über dem zulässigen Wert von 2,0 m/s |

## Qualifikation
20. August 1998
27 Wettbewerberinnen traten in zwei Gruppen zur Qualifikationsrunde an. Sieben von ihnen (hellblau unterlegt) übertrafen die Qualifikationsweite für den direkten Finaleinzug von 6,65 m. Damit war die Mindestzahl von zwölf Finalteilnehmerinnen nicht erreicht. Das Finalfeld wurde mit den fünf nächstplatzierten Sportlerinnen (hellgrün unterlegt) auf zwölf Springerinnen aufgefüllt. So reichten für die Finalteilnahme schließlich 6,56 m.

### Gruppe A
| Platz | Name                  | Nation       | Weite (m) | Wind (m/s) |
| ----- | --------------------- | ------------ | --------- | ---------- |
| 1     | Heike Drechsler       | Deutschland  | 6,7900    | +1,1       |
| 2     | Johanna Halkoaho      | Finnland     | 6,7900    | +0,2       |
| 3     | Erica Johansson       | Schweden     | 6,7400    | +2,1       |
| 4     | Linda Ferga           | Frankreich   | 6,6900    | NWI        |
| 5     | Magdalena Hristova    | Bulgarien    | 6,6000    | +1,1       |
| 6     | Susen Tiedtke         | Deutschland  | 6,5800    | +0,3       |
| 7     | Zita Ajkler           | Ungarn       | 6,5700    | +0,7       |
| 8     | Valentīna Gotovska    | Lettland     | 6,4700    | +1,5       |
| 9     | Olga Rubljowa         | Russland     | 6,4500    | +0,5       |
| 10    | Dorota Brodowska      | Polen        | 6,4000    | +1,3       |
| 11    | Christina Athanassiou | Griechenland | 6,34 w    | +2,5       |
| 12    | Anja Valant           | Slowenien    | 6,19 w    | +2,6       |
| DNS   | Olga Vasdéki          | Griechenland |           |            |

### Gruppe B
| Platz | Name               | Nation       | Weite (m) | Wind (m/s) |
| ----- | ------------------ | ------------ | --------- | ---------- |
| 1     | Ljudmila Galkina   | Russland     | 6,83 w    | +2,2       |
| 2     | Fiona May          | Italien      | 6,7300    | −0,4       |
| 3     | Tünde Vaszi        | Ungarn       | 6,7000    | +1,1       |
| 4     | Nadine Caster      | Frankreich   | 6,5800    | +1,9       |
| 5     | Sarah Gautreau     | Frankreich   | 6,56 w    | +3,1       |
| 6     | Camilla Johansson  | Schweden     | 6,5300    | +1,7       |
| 7     | Nina Perewedenzewa | Russland     | 6,5200    | +0,7       |
| 8     | Olena Schechowzowa | Ukraine      | 6,4600    | +0,6       |
| 9     | Agata Karczmarek   | Polen        | 6,3800    | +0,2       |
| 10    | Éva Miklós         | Rumänien     | 6,2900    | +1,3       |
| 11    | Sofia Schulte      | Deutschland  | 6,2800    | +0,7       |
| 12    | Heli Koivula       | Finnland     | 6,2300    | +0,5       |
| DNS   | Paraskevi Tsiamíta | Griechenland |           |            |
| DNS   | Iwa Prandschewa    | Bulgarien    |           |            |

## Finale

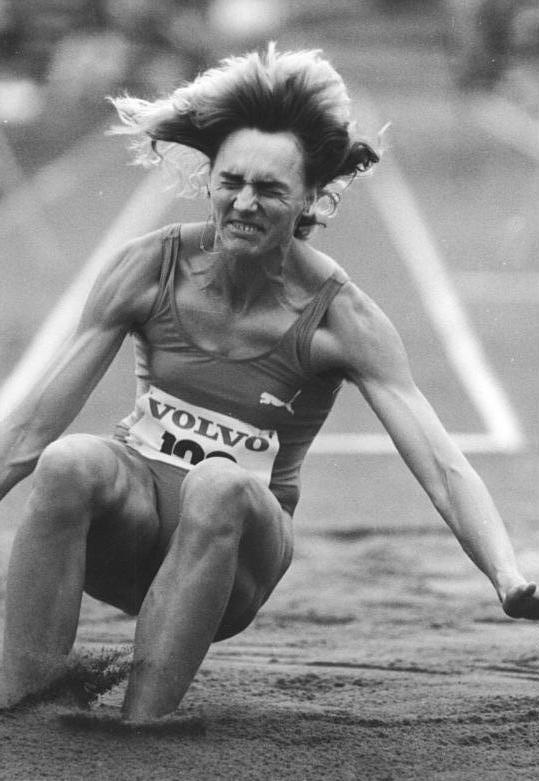
Vierter EM-Titel in Folge für Heike Drechsler, darüber hinaus auch zweifache Weltmeisterin und Olympiasiegerin 1992 – der Olympiasieg 2000 sollte noch folgen

21. August 1998
| Platz | Name               | Nation      | Weite (m) | Wind (m/s) | Versuchsserien (m) | Versuchsserien (m) | Versuchsserien (m) | Versuchsserien (m)                            | Versuchsserien (m)                            | Versuchsserien (m)                            |
| Platz | Name               | Nation      | Weite (m) | Wind (m/s) | 1. Versuch         | 2. Versuch         | 3. Versuch         | 4. Versuch                                    | 5. Versuch                                    | 6. Versuch                                    |
| ----- | ------------------ | ----------- | --------- | ---------- | ------------------ | ------------------ | ------------------ | --------------------------------------------- | --------------------------------------------- | --------------------------------------------- |
| 1     | Heike Drechsler    | Deutschland | 7,16000   | +1,0       | x                  | 7,16               | 7,16               | x                                             | x                                             | x                                             |
| 2     | Fiona May          | Italien     | 7,11 NR   | +0,8       | 6,85               | 6,76               | 7,01               | 7,11                                          | 7,04                                          | 6,61                                          |
| 3     | Ljudmila Galkina   | Russland    | 7,06 w0   | +3,1       | x                  | x                  | 6,74               | 7,06                                          | 6,82                                          | x                                             |
| 4     | Tünde Vaszi        | Ungarn      | 6,82 w0   | +2,9       | 6,51               | 6,82               | 6,53               | x                                             | 6,51                                          | 6,55                                          |
| 5     | Erica Johansson    | Schweden    | 6,75 w0   | +2,1       | 6,54               | 6,57               | 6,75               | 6,59                                          | 6,49                                          | x                                             |
| 6     | Zita Ajkler        | Ungarn      | 6,64000   | +1,8       | 6,43               | 6,64               | x                  | 6,42                                          | x                                             | 6,39                                          |
| 7     | Linda Ferga        | Frankreich  | 6,64000   | +0,7       | x                  | 6,36               | 6,64               | x                                             | 6,36                                          | 6,40                                          |
| 8     | Susen Tiedtke      | Deutschland | 6,62000   | +1,1       | 6,32               | x                  | 6,62               | 5,06                                          | 6,62                                          | x                                             |
| 9     | Nadine Caster      | Frankreich  | 6,55 w0   | +3,3       | 6,25               | 6,45               | 6,55               | nicht im Finale der besten acht Springerinnen | nicht im Finale der besten acht Springerinnen | nicht im Finale der besten acht Springerinnen |
| 10    | Johanna Halkoaho   | Finnland    | 6,54000   | +1,6       | x                  | 6,31               | 6,54               | nicht im Finale der besten acht Springerinnen | nicht im Finale der besten acht Springerinnen | nicht im Finale der besten acht Springerinnen |
| 11    | Sarah Gautreau     | Frankreich  | 6,29000   | +1,4       | 6,02               | 6,29               | 6,22               | nicht im Finale der besten acht Springerinnen | nicht im Finale der besten acht Springerinnen | nicht im Finale der besten acht Springerinnen |
| NM    | Magdalena Hristova | Bulgarien   | ogV000    |            | x                  | x                  | x                  | nicht im Finale der besten acht Springerinnen | nicht im Finale der besten acht Springerinnen | nicht im Finale der besten acht Springerinnen |

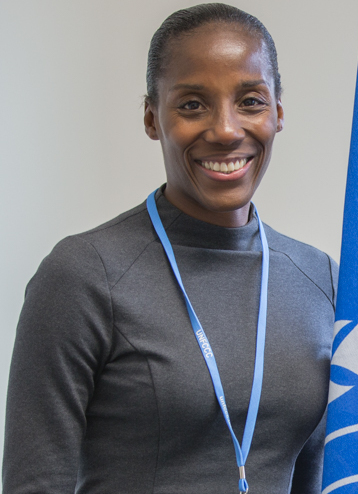
Vizeeuropameisterin Fiona May, 1996 Olympiazweite und 1995 Weltmeisterin
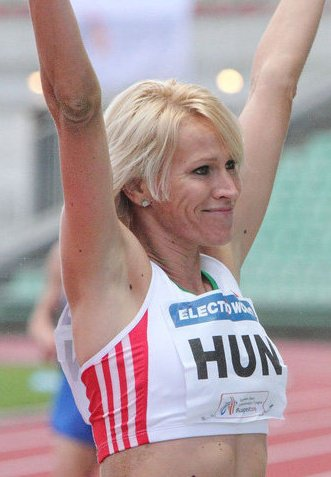
Zita Ajkler kam auf den sechsten Platz
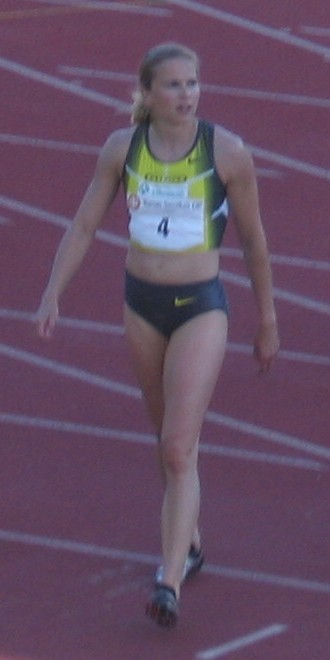
Johanna Halkoaho belegte Rang zehn

## Videolinks
- 1998 Budapest Heike Drechsler 7 16m, youtube.com, abgerufen am 15. Januar 2023
- Heike Drechsler 7.16 vs Fiona May 7.11 vs Ludmila Gałkina 7.06 (European Championship Budapest 98), youtube.com, abgerufen am 15. Januar 2023
- 1998 Budapest Fiona May 7 11m, youtube.com, abgerufen am 15. Januar 2023
- 1998 Budapest Susen Tiedtke, youtube.com, abgerufen am 15. Januar 2023